# Планина над Хорјулом
Планина над Хорјулом (словен. Planina nad Horjulom) је насељено место у општини Доброва–Полхов Градец, Средњесловенска регија, Словенија.

## Историја
До територијалне реорганизације у Словенији била је у саставу града Љубљане, односно старе општине Вич–Рудник.

## Становништво
У попису становништва из 2011. године, Планина над Хорјулом је имала 116 становника.
| Број становника према пописима | Број становника према пописима | Број становника према пописима |
| ------------------------------ | ------------------------------ | ------------------------------ |
| 1991                           | 2002                           | 2011                           |
| 96                             | 110                            | 116                            |

Напомена: До 1953. исказивано под именом Планина. Године 2014. извршена је мања размена територије између насеља Планина над Хорјулом и Шентјошт над Хорјулом.

## Галерија
- капелица
- засеок Замеја
- засеок Сухи дол